# Arturo Mezzedimi
Arturo Mezzedimi (Poggibonsi, 19 giugno 1922 – Siena, 30 maggio 2010) è stato un architetto italiano che ha lavorato principalmente nelle zone dell'ex Africa Orientale Italiana.
Ha progettato più di cento edifici nel Corno d'Africa, tra cui il municipio di Addis Abeba e il Palazzo Africa, e ha realizzato più di venti piani regolatori urbani in Etiopia, divenendo di fatto l'architetto semi-ufficiale dell'ultimo imperatore d'Etiopia, Haile Selassie.
Nel 1965 ricevette il Mangia d'Oro della città di Siena, e nel 1972 fu nominato Grande Ufficiale dell'Ordine al merito della Repubblica italiana.

## Biografia
Studiò a Poggibonsi fino al trasferimento della sua famiglia all'Asmara, dove si diplomò geometra presso l'Istituto Tecnico Vittorio Bottego nel 1941. Durante il ventennio dell'occupazione britannica, Mezzedimi iniziò ad affermarsi, realizzando la piscina coperta "Mingardi" dell'Asmara.
Frequentò corsi di ingegneria e matematica, predisposti per ottenere un'equiparazione universitaria. Negli anni 1950, mentre giocava a pallacanestro nella squadra degli "Universitari" conobbe e sposò Silvana Moreschi, da cui ebbe due figli: Sergio (1947) e Sandra (1951).
Nel 1952 fondò con l'ingegnere Mario Fanano lo Studio Fanano Mezzedimi di progettazione e direzione dei lavori, e si laureò in architettura all'Università di Losanna. Iniziò poi a seguire il Progetto per l'Eritrea per il potenziamento della politica etiopica di presenza e di sostegno sociale, che prevedeva la realizzazione di ospedali, scuole, chiese, moschee, edifici pubblici e privati. Nel 1959 aprì ad Addis Abeba un secondo studio per seguire da vicino la progettazione e la direzione dei lavori del Palazzo Africa, opera gigantesca completata nei termini prestabiliti nonostante il colpo di Stato in Etiopia del 1960. In seguito progettò la Base militare della Marina etiopica e il Palazzo di Città dell'Asmara, inaugurato alla presenza della regina Elisabetta II d'Inghilterra. Realizzò anche l'albergo Red Sea Hotel di Massaua, il palazzo del capo dello Stato dello Yemen e i piani regolatori di 22 centri urbani in Etiopia, oltre aliano di due edizioni dell'Expo dell'Asmara, di cui realizzò  anche il padiglione centrale.
Ritornato in Italia, non poté più rientrare in Etiopia dopo la deposizione dell'imperatore Selassiè, essendo divenuto un architetto molto conosciuto per il suo rapporto con il Negus e quindi passibile di rappresaglie.
Morì all'età di 87 anni a causa di un ictus.

## Opere principali
- Piscina coprta Mingardi di Asmara
- Ospedale Menen di Asmara
- Accademia Navale di Assab
- Chiesa di Santa Mariam a Massaua
- Chiesa di Santo Stefano ad Assab
- Moschea di Agordat
- Ospedale Generale ad Assab
- Ospedale Generale di Massaua
- Chiesa di Giyorgis Bete ad Adi Ugri
- Chiesa di San Michele ad Asmara
- Chiesa copta a Debra Sina
- Palazzo Africa ad Addis Abeba
- Municipio di Addis Abeba
- Palazzo Finfinne ad Addis Abeba
- Palazzo Zauditu ad Addis Abeba
- Banca Commerciale d'Etiopia ad Addis Abeba
- Palazzo Tana a Bahir Dar
- Villa Malkassa a Sodorè